# Lathrolestes breviremus
Lathrolestes breviremus là một loài tò vò trong họ Ichneumonidae.